# Зеленовский сельский совет (Новониколаевский район)
Зеленовский сельский совет (укр. Зеленівська сільська рада) — входит в состав
Новониколаевского района
Запорожской области
Украины.
Административный центр сельского совета находится в 
с. Зелёное.

## История
- 1943 — дата образования.

## Населённые пункты совета
- с. Зелёное
- с. Благодатное
- с. Новое Поле
- с. Новокасьяновка
- с. Рыбальское
- с. Шевченковское